# Cagliari Pallavolo 2003-2004

## Risultati
- 5^ in A2;
- Eliminata nelle semifinali dei play-off promozione da Vibo Valentia per 2-1.

## Rosa
Elenco dei giocatori della Volley Cagliari nella stagione 2003/04.